# ×Pleopodium leucosporum
XPleopodium leucosporum là một loài thực vật có mạch trong họ Polypodiaceae. Loài này được (Klotzsch) Mickel & Beitel miêu tả khoa học đầu tiên năm 1987.